# ワンポチッ
『ワンポチッ』は、2006年12月1日から2010年3月26日まで青森朝日放送（ABA）で毎週金曜日に放送されていた情報番組。ハイビジョン制作で、アナログ放送ではレターボックスで放送。

## 放送時間
- 金曜 16:00 - 16:30 （2006年12月 - 2008年3月）
- 金曜 15:55 - 16:30 （2008年4月 - 2009年3月）
- 金曜 16:25 - 17:00 （2009年4月 - 2010年3月）

## コーナー
- オープニング・ABA玄関前中継
- 今日のおやつ
- メインチャンネル
- ミミヨリチャンネル
- クッキングチャンネル
- 天気予報（お天気カメラをバックに週間予報を伝える）
- 珠羅のタロット占い

## 出演者
- 対馬孝之（ABAアナウンサー、番組開始 - 2008年12月）
- 藤岡勇貴（ABAアナウンサー、2009年1月 - 9月）
- 大川原儀明（ABA元アナウンサー、現・報道制作局次長兼報道制作部長、2009年10月 - 2010年3月19日） - 後継番組『ニジドキ!』では2011年4月からMC担当。
- 増田由美子（クッキングチャンネル担当、2009年4月 - 番組終了） - 後継番組『ニジドキ!』にも出演。

以下、隔週で出演
- 稲見治子（番組開始 - 番組終了）
- 工藤智佳（番組開始 - 番組終了）
- 室谷香菜子（現・HBC北海道放送アナウンサー、番組開始 - 2009年2月）
- 坂本佳子（ABAアナウンサー、2009年10月 - 番組終了）
- 木邨将太（ABAアナウンサー、2009年10月 - 番組終了） - 後継番組『ニジドキ!』では2011年3月までMC担当。

※なお、稲見・工藤・室谷は、県産米需要拡大推進本部が選出する「ミス・クリーンライスあおもり」の出身者である。

## その他
- 週末にABA主催のイベントが開催される場合、そのイベント会場からの生放送を実施することがあった。
- サークルKサンクスとのコラボ企画として、ABAのマスコットキャラクター「ドキタン」の焼印を押した中華まん『ドキタンまんッ』が2008年2月に青森県内で限定発売。購入者の中から抽選で10名に番組のスタジオスタッフ体験が出来る応募企画も行われた[1]。
- 2008年8月15日は北京オリンピック中継が11:00から17:30まで放送されたため当番組が休止となった。
- 2008年11月21日はさくまあきらと土居孝幸がゲスト出演。さくまが作詞を手掛けた曲が収録されているテツandトモのアルバム『旅〜僕たちの風景』[2] のプロモーションで来青していたが、同伴予定だった小室みつ子は飛行機に乗り遅れたため参加出来なかった[3]。

## 関連番組
- スーパーJチャンネルABA - 夕方のABAニュース。